# Heteropoda maxima
Heteropoda maxima (лат.) — вид пауков из семейства Sparassidae, вероятно, самый большой паук в мире. Птицеед-голиаф из Южной Америки уступает ему в размахе конечностей, но заметно превосходит по размерам тела. Heteropoda maxima обитает в лаосской провинции Кхаммуан, где, вероятно, населяет пещеры. Однако, в отличие от других пауков, населяющих пещеры, его глаза не редуцированы.

## Описание
Самый характерный признак вида — это его необычный размер. Длина тела самок составляет до 4,6 см, самцов — примерно 3,0 см. Размах конечностей составляет от 25 до 30 см. Оба пола одного цвета. Основной цвет коричневато-жёлтый. На головогруди имеется несколько нерегулярных тёмных пятен. Брюшко несколько темнее чем головогрудь имеет два небольших тёмных углубления. Хелицеры, лабиум и coxa тёмного красно-коричневого цвета. На педипальпах имеются тёмные пятна. Самцы немного меньше. На педипальпах имеется цимбиум, который как минимум в три раза длиннее, чем толстая пластина tegulum. Щупальца tibia удлинённые. Эпигине самок имеет два характерных, направленных вперёд, лентообразных отростка. 

## Образ жизни
Обитает у входов в пещеры, на мёртвых деревьях и пнях. Ведёт ночной образ жизни. Ядовит, для человека яд считается неопасным. Охотится на насекомых и других беспозвоночных, гекконов, сцинков. Быстро передвигается и может преследовать свою добычу. Самки откладывают около 200 яиц, которые заключены в овальный мешочек. Молодые пауки имеют бледную окраску, которая темнеет с каждой линькой. Продолжительность жизни составляет около 2 лет.